# Критика Вікіпедії
Критика вікіпедії націлена на її зміст, процедури, характер та практики спільноти Вікіпедії, а також на її природу створення, бо раз вона є енциклопедією з відкритим вихідним кодом, то її може редагувати кожен. Головними об'єктами критики є достовірність фактів, стиль та спосіб організації статей, наявність системних, гендерних та расових упереджень серед редакторів. Вікіпедію також критикують за вибірковість підходів до статей на спірні теми. Також занепокоєння викликають такі явища, як вандалізм редакторів, який можливий завдяки анонімності редагування, можливість формування клік редакторів та наявність занадто складних правил, які потребують частого обговорення, а іноді призводять до вікісутяжництва англ. wikilawyering. Деякі критики пророкують кінець Вікіпедії саме з цих причин.
Також Вікіпедія іноді характеризується як середовище вороже до редагування. У своїй книзі «Спільне знання?: Етнографія Вікіпедії» (Common Knowledge?: An Ethnography of Wikipedia, 2014), член фонду правління Вікімедіа Даріуш Ємельняк, заявив, що складність правил і законів, які регламентують зміст статей і поведінку редакторів надає права деструктивним редакторам і відлякує нових, потенційно конструктивних редакторів. У своїй наступній статті, «Нестерпна бюрократія Вікіпедії» (англ. The Unbearable Bureaucracy of Wikipedia, 2014), Ємельняк стверджує, що скорочення і переписування правил редагування та законів Вікіпедії заради зрозумілості та простоти у застосуванні, дозволить розв'язувати бюрократичні проблеми для багатьох правил. Арон Халфейкер у книзі «Розквіт і занепад відкритої системи співпраці: як реакція Вікіпедії на власну популярність викликає її занепад» (англ. The Rise and Decline of an Open Collaboration System: How Wikipedia's Reaction to Popularity is Causing its Decline, 2013) заявив, що занадто складні правила англомовної версії Вікіпедії спровокували зниження кількості редакторів у ній, яке почалося у 2009 році, як наслідок відлякування нових редакторів, які могли б сприяти розвитку Вікіпедії.